# Políptico de la Misericordia
El Políptico de la Misericordia (en italiano, Polittico della Misericordia), es una obra realizada por el pintor renacentista italiano Piero della Francesca. Mide 273 cm de alto y 330 cm de ancho. Se conserva en el Museo Civico o Palazzo Civico de Sansepolcro.

## Historia
Su datación es dudosa. Unas fuentes lo sitúan en el año 1448. Otras hablan del periodo 1454-1460 y otras, en fin, indican 1445-1462. Parece que es una obra inmediatamente posterior a su estancia en Florencia, con Domenico Veneziano, cuando volvió a su lugar de nacimiento, Borgo San Sepolcro. 
El 11 de enero de 1445 la Compagnia della Misericordia, una cofradía local, le encargó un políptico para el altar de su iglesia. De acuerdo con el gusto de la época, el políptico debía pintarse con colores preciosos y tener un sólido fondo de oro. El contrato preveía la realización de la obra en tres años y su completa autografía, además de obligarse a controlar y, si hacía falta, restaurar, la pintura en los diez años posteriores. Piero, sin embargo, no respetó el límite de tres años establecido en el contrato, ya que estaba ocupado trabajando en muchos otros proyectos, de manera que su terminación se dilató a lo largo de los siguientes quince años. Tampoco respetó la autografía: se nota en él la mano de un alumno, no identificado.
Los dos paneles más antiguos son los que quedan a la izquierda del panel principal, san Sebastián y san Juan Bautista. Los paneles periféricos del tímpano son posteriores. San Bernardino de Siena, representado con la aureola, pone un importante término post quem, porque fue proclamado santo sólo en 1450.  El políptico sólo estuvo terminado en el año 1462, como demuestra un pago efectuado ese año por la cofradía a Marco di Benedetto de' Franceschi, hermano de Piero, y que lo representaba en su lugar de nacimiento mientras él estaba fuera.
En el siglo XVII el políptico fue descompuesto, perdiéndose la cornisa original, luego se pasó a la iglesia de San Roque y, desde 1901, se encuentra en el Museo civico de Sansepolcro.

## Análisis
El políptico está compuesto de 15 tablas, de las que el maestro realizó personalmente a san Sebastián, san Juan Bautista, el panel central representando a la Virgen de la Misericordia y la Crucifixión en el centro de la parte superior. El resto es dudoso si lo pintó él o un alumno desconocido, y las cinco tablillas de la predela serían del pintor camaldulense Giuliano Amidei, quizá incluso pertenezcan a otro políptico. Todos los paneles llevan el fondo de oro, elemento arcaizante que procede de la tradición bizantina, y es un rasgo inusual en Piero della Francesca.
En las primeras tablas (San Sebastián, San Juan Bautista) las figuras recuerdan la gravedad pesada y física de Masaccio. 

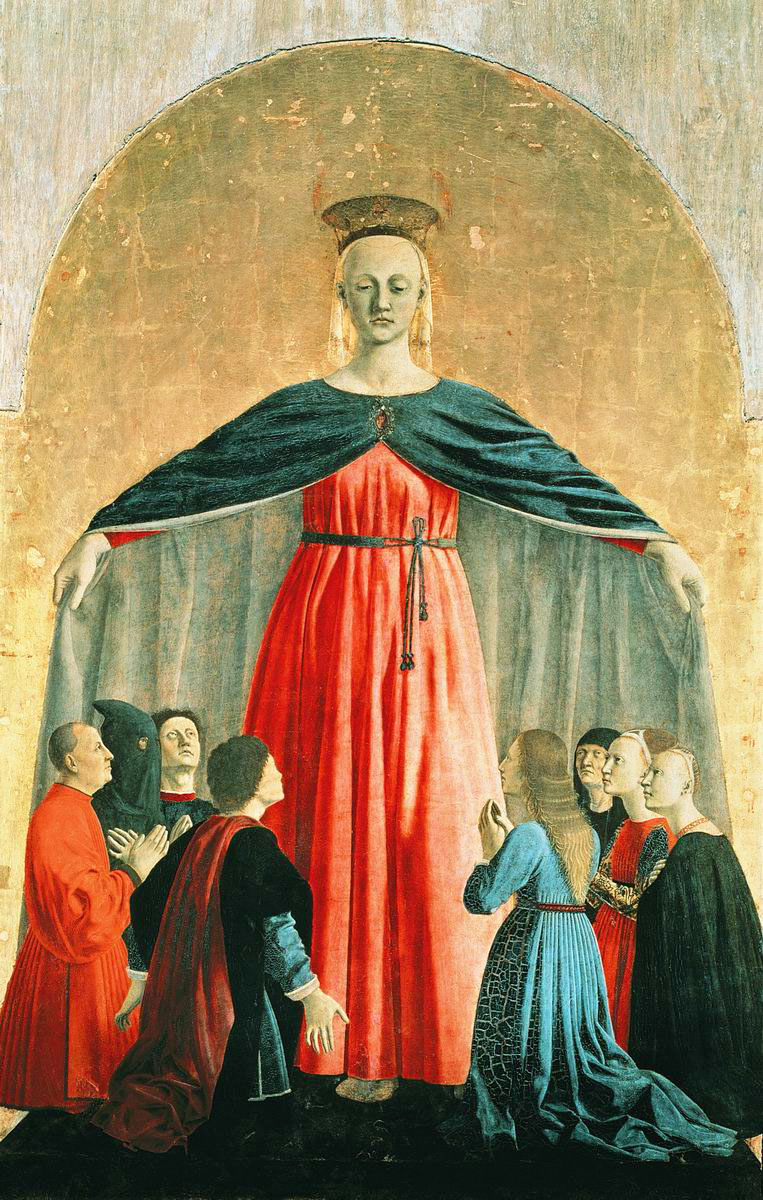
Virgen de la Misericordia, en el centro del Políptico de la Misericordia

En el centro se encuentra la Virgen de la Misericordia, que es la parte más destacada y conocida del retablo. Parece que este panel fue el último en pintarse. Mide 134 centímetros por 91 cm. Las figuras están investidas de la solidez observada en Masaccio, inmersas en los colores enseñados por Veneziano y todos ellos sirven de entorno al gesto de la Virgen, esculpido de la perspectiva aprendida en el estudio de Brunelleschi. La Virgen de la Misericordia protege a sus seguidores envolviéndolos en su manto, en un gesto muy significativo.
Piero della Francesca sitúa en el centro la figura principal, colocando a las demás de manera simétrica y en paralelo.
El fondo de oro fue impuesto por la cofradía de San Sepolcro, a pesar de que no era muy del gusto del pintor. Resuelve la dificultad de manejar el fondo plano de oro, exigido por los comitentes, colocando a cofrades arrodillados en el espacio realista creado por el manto de la Virgen, un espacio que se parece al ábside de una iglesia. La pose de la Virgen es tan hierática como la Virgen del parto del mismo artista.
En el cimacio se observa una Crucifixión, mientras que en la predela están representadas cinco escenas de la vida de Cristo, ejecutadas en su mayor parte por colaboradores del taller. En una de ellas se representa una flagelación.
Un análisis geométrico revela el uso de dos círculos de composición: un centro sobre la figura de la Virgen, el otro englobando su capa abierta. Los pentágonos inscritos en estos círculos regulan las divisiones de las pinturas. Archivado el 21 de marzo de 2007 en Wayback Machine.

## Anécdota
Aldous Huxley, autor de Un mundo feliz, menciona esta obra en su libro de viajes A lo largo del Camino: notas y ensayos de un Turista. Consideraba que el cuadro de la Virgen de la Misericordia era el retrato más bello nunca realizado.
Hasta cierto punto fue responsable de que esta obra se salvara de la destrucción en plena Segunda Guerra Mundial. En 1944, Sansepolcro se encuentra en la línea del frente. El oficial de artillería Anthony Clarke había leído el libro de viajes de Huxley y no quería que se le considerase responsable de la destrucción de lo que Huxley había calificado como «la más bella pintura del mundo». Dio la orden de cesar temporalmente el fuego. Al día siguiente, las fuerzas aliadas pudieron apoderarse de la aldea sin la menor dificultad. Clarke pidió luego que se le señalara donde se encontraba esta obra, y la encontró intacta. 